# 4-辛炔
4-辛炔（英語：4-Octyne，也称为二丙基乙炔）是辛炔的一种同分异构体，分子式C8H14，4号与5号碳原子之间为碳碳三键。在常温常压下，4-辛炔密度为0.751 g/mL，沸点为131–132摄氏度，摩尔质量为110.20 g/mol。4-辛炔与5-癸炔、3-己炔和2-丁炔都为对称炔烃。